# Pharaphodius intercalaris
Pharaphodius intercalaris är en skalbaggsart som beskrevs av Louis Albert Péringuey 1901. Pharaphodius intercalaris ingår i släktet Pharaphodius och familjen Aphodiidae. Inga underarter finns listade i Catalogue of Life.